# イギリス鉄道755形
イギリス鉄道755形（イギリスてつどう755がた）は、イギリスの列車運行会社であるグレーター・アングリアが使用する、電化・非電化区間双方で運用可能なバイモード車両。スイスの鉄道車両メーカーであるシュタッドラー・レールが製造する「FLIRT」シリーズの一員であり、同時に発注された電車の745形と共に同社が初めてイギリス向けに製造した鉄道車両の1つである。

## 概要

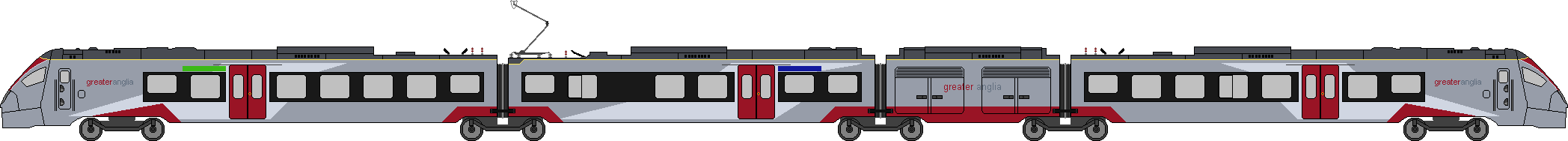
755/3形

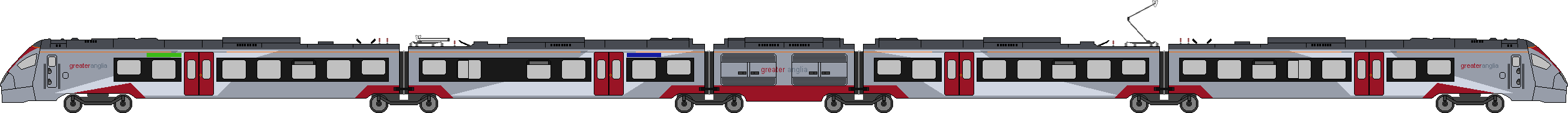
755/4形

イースト・アングリアを中心としたイングランド東部各都市で列車を運行する列車運行会社のグレーター・アングリアは、2016年のフランチャイズ権獲得に合わせ、既存の旧型車両を全て新造車両へ置き換える事を発表し、ボンバルディア・トランスポーテーションとシュタッドラー・レールに大規模な発注を実施した。その中で755形は各都市の短・中距離列車用としてシュタッドラー・レールへ発注されたものである。
シュタッドラー・レールが世界各地に展開する旅客車両ブランド「FLIRT」を基に設計が行われた連接車で、中間には座席の代わりにデューツ製のディーゼルエンジンを搭載した「パワーパック（PowerPack）」という短い車両が1両連結されている。非電化区間ではこれを用いて発電機を稼働させ、先頭部に設置された動力台車の主電動機を動かす事が出来る。騒音源となるディーゼルエンジンが客室と分離されているため、車内の騒音や振動が抑制される。
車体はアルミニウムで構成され、前面は繊維強化プラスチックが用いられる。床上高さは960 mmに抑えられており、プラットホームとの段差が無くなりバリアフリーや乗客の流動性向上に貢献している。車内は2 + 2列のクロスシートが配置されており、車椅子用スペースに加えて車椅子でも利用可能なトイレも存在する。また車内ではwi-fiを用いたインターネット通信も可能である。
755形は「パワーパック」を含め4両編成の755/3形と5両編成の755/4形が存在し、前者は14本、後者は24本が発注されている。これらの形式はディーゼルエンジンの搭載数も異なり、755/3形には2基、755/4形には4基搭載されている。

## 運用
スイスのシュタッドラー・レールの工場で製造された最初の車両は2018年11月にイギリスへ到着した。当初は翌2019年5月から営業運転に投入される予定だったが、実際の運転開始は2ヶ月程遅れた7月29日からとなった。これ以降、グレーター・アングリアが運行していた気動車やディーゼル機関車が牽引する客車列車の755形への置き換えが進んでいる。
その一方で、2019年11月24日には誤作動により遮断機が除かれたため踏切に進入した自動車と線路を通過する755形がニアミスを起こす事態が起き、衝突事故には至らなかったものの、踏切の誤作動に加えて755形の緊急ブレーキが作動したにもかかわらず速度が低下しなかった事が問題視され、原因と目されたフランジ給油器の撤去が行われている。また、それ以外にも755形は故障が頻発し運行ダイヤにも支障をきたしている事から、修理に携わる作業員からはイギリスのコメディ番組「フォルティ・タワーズ」のメインキャラクターであるトラブルメーカーのバジル・フォルティ（Basil Fawlty）にちなみ"バジル"と呼ばれている旨が報告されている。

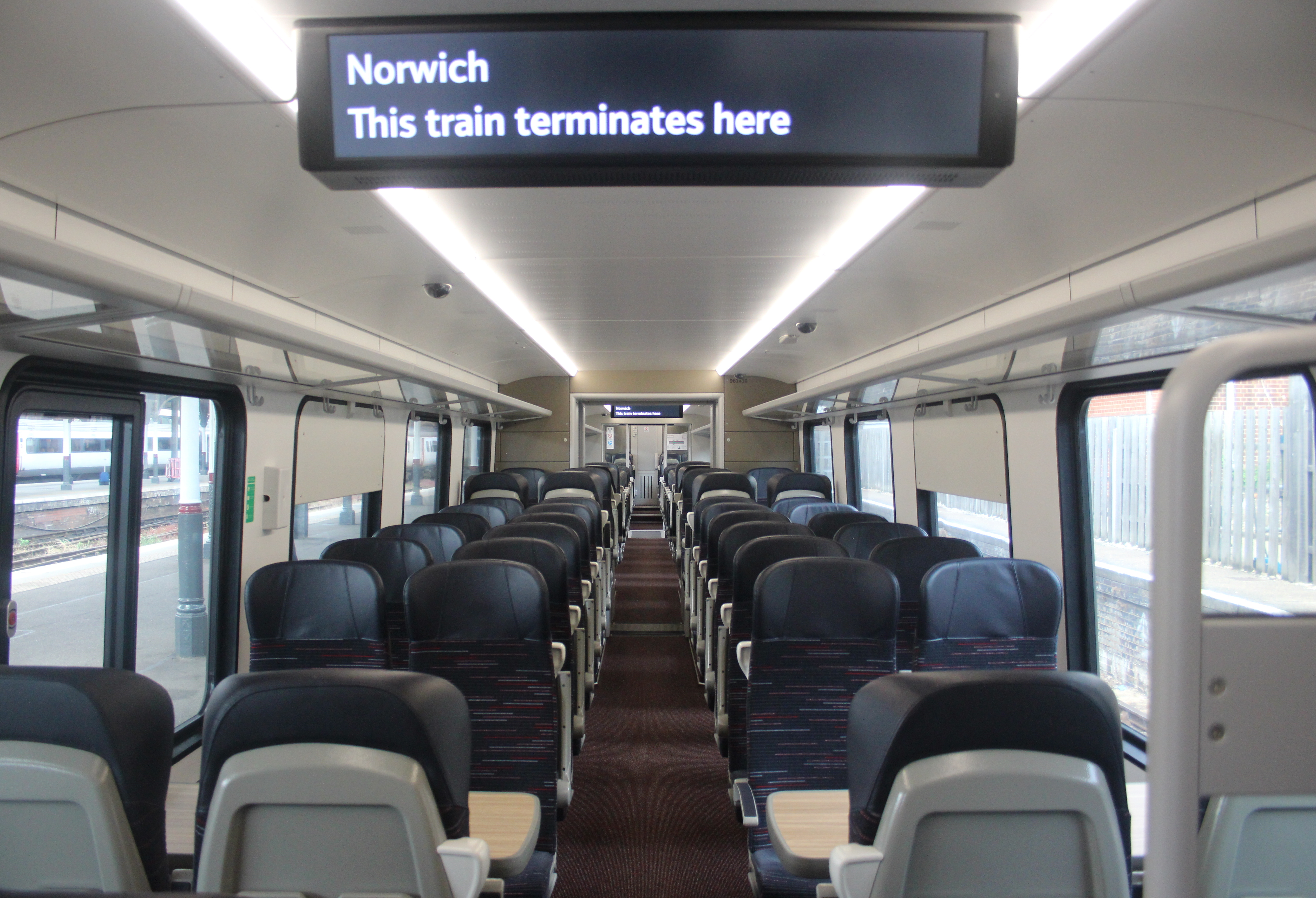
車内
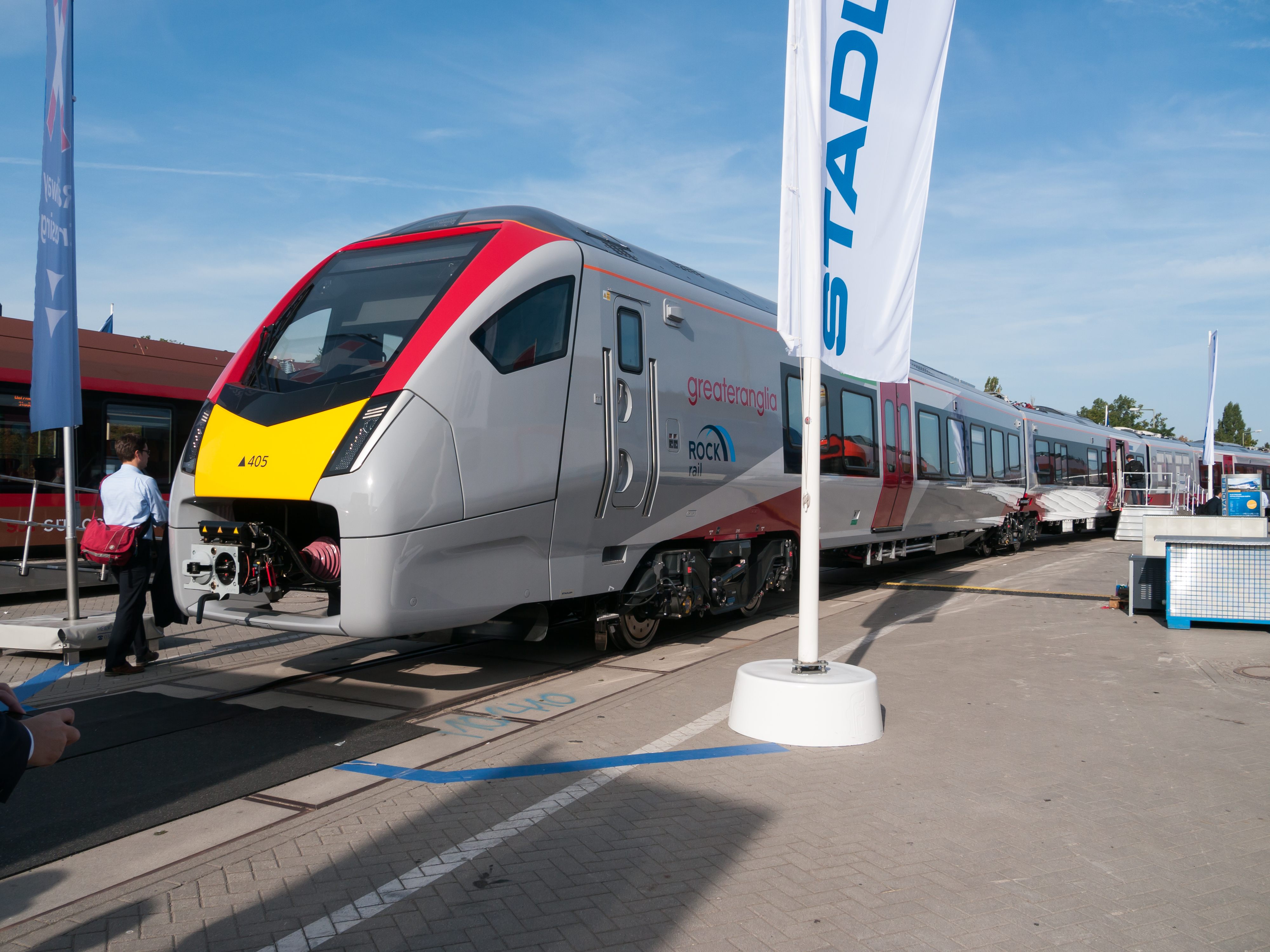
イノトランスに展示された755形（2018年撮影）
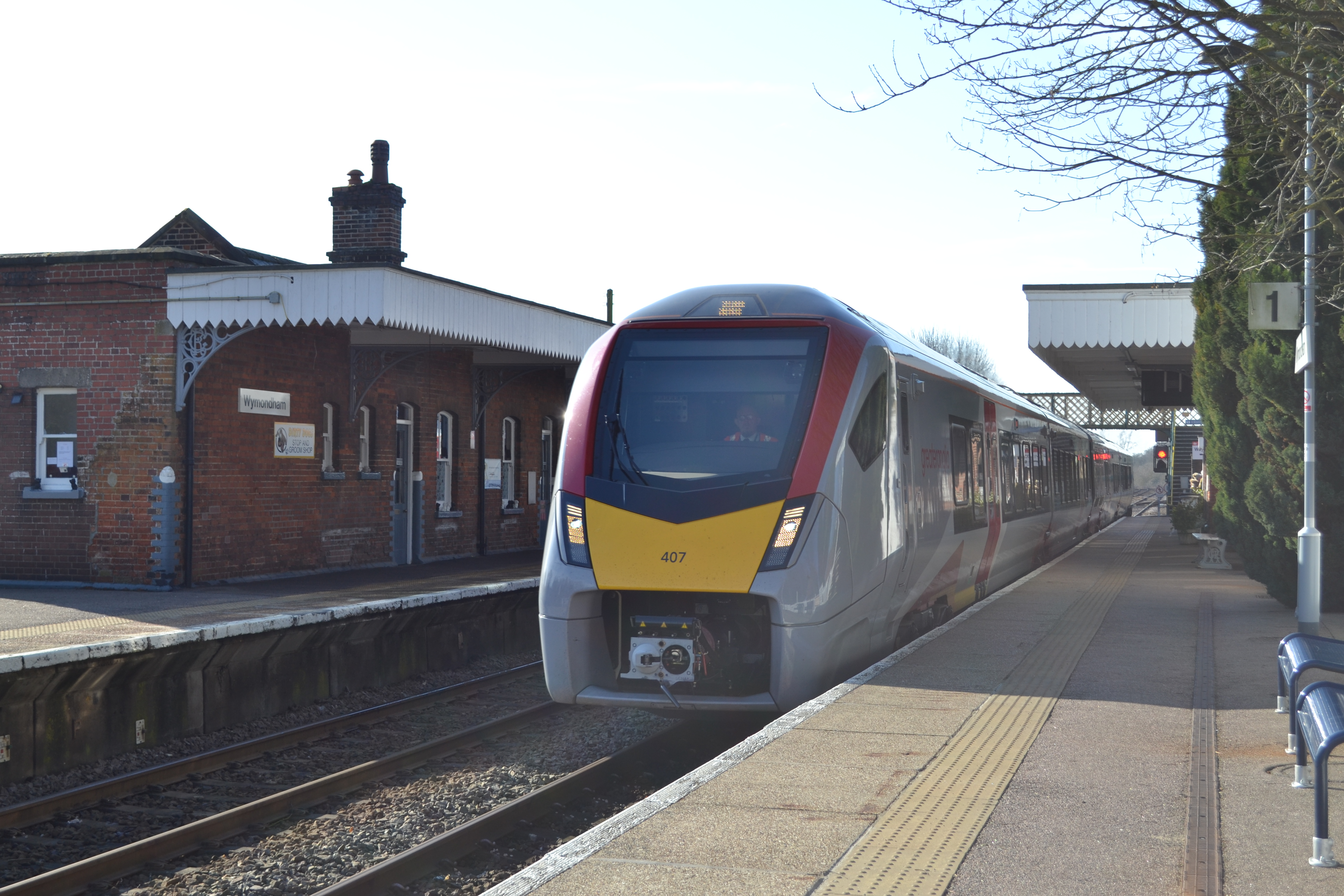
試運転中の755形（2019年4月撮影）